# Оппенгейм, Мерет
Мерет Оппенгейм (нем. Meret Oppenheim; 6 октября 1913, Берлин — 15 ноября 1985, Базель) — немецко-швейцарская художница-сюрреалистка, получившая мировую известность в Париже и Нью-Йорке.

## Биография и творчество
Мерет Оппенгейм родилась 6 октября 1913 года в Берлине, в семье либерально настроенных любителей искусства. Детство Мерет прошло в Швейцарии, в городе Базель, где родители оставили её на попечение бабушки, известной швейцарской писательницы Лизы Венгер.
В 1932 в возрасте 18 лет, Мерет Оппенгейм приехала в Париж, где познакомилась и близко сошлась с Джакометти, Жаном Арпом, Маном Рэем, которые проявили интерес к её работам и пригласили участвовать вместе с сюрреалистами в выставке Салона Независимых (в 1933). Обладая, кроме всего, обаятельной и нестандартной внешностью, Мерет Оппенгейм имела среди сюрреалистов большой успех, и стала их «музой». В том же 1933 году она вступила в состав группы парижских сюрреалистов, где близко сошлась с Андре Бретоном, Марселем Дюшаном и Максом Эрнстом. Неоднократно позировала в качестве модели для знаменитой серии фотографий ню Мана Рэя.
Чтобы понять своеобразную обстановку, в которую «прямо с поезда» попала восемнадцатилетняя Мерет, желательно привести свидетельство очевидца, лучше — женщины. Спустя несколько лет буквально в десяти словах свои впечатления об этом предмете описала мексиканская художница-сюрреалистка Фрида Кало, приехавшая в 1939 году в Париж с персональной выставкой (по приглашению Андре Бретона). Впервые оказавшись среди французских сюрреалистов и посмотрев на них свежими и широко раскрытыми глазами, единственное, что она смогла сказать о них после первого знакомства, были такие слова:

«…Я ожидала увидеть художников, а попала в толпу сумасшедших лунатиков и сукиных детей…»
После нескольких очаровательных и неуверенных работ в мае 1936 года Мерет Оппенгейм приняла участие в выставке сюрреалистических предметов, проходившей в парижской галерее Шарля Раттона. Её «Меховой чайный прибор» (созданный в том же 1936 году), показанный на этой выставке, а также перенесённый осенью того же года на нью-йоркскую общую выставку сюрреалистов, произвёл сенсацию и стал гвоздём выставочного сезона в Париже и Нью-Йорке. Мерет Оппенгейм, которой в этом момент исполнилось 23 года, стала знаменитой.
Обтянутые коричневым пушистым мехом чашка, блюдце и ложка — классическая абсурдистская композиция, соединившая в себе всё лучшее, что было ранее наработано художниками группы дада и сюрреалистами. По лучшим законам жанра в этом предмете совмещается несовместимое: утилитарный бытовой предмет в результате вмешательства художника не только утратил свою первоначальную функцию и сделался совершенно бесполезным, но и приобрёл при этом черты высоко сублимированной сексуальности и скандальной издёвки над здравым смыслом. «Меховой чайный прибор» стал признанной классикой жанра и эталоном для многих поколений сюрреалистов, работавших в жанре «предмета». Далее у большинства сюрреалистов (даже Сальвадора Дали) отклики на этот предмет.

Мерет Оппенгейм, Чайный меховой прибор, 1936.

Однако шумный успех «Мехового чайного прибора» явился также и результатом нарастающих тенденций в развитии самого течения сюрреализма. К концу 30-х годов эта группа уже в значительной степени потеряла свой хулиганский и протестный характер, а её основные действующие лица от ярко «антисоциального» поведения двадцатых годов перешли к чисто светскому эпатажу и были не прочь попользоваться заслуженным реноме и успехом в парижском бомонде. Постепенно основные наработки стиля сюрреалистов и предшествовавших им дадаистов начали перемещаться в область дизайна, оформительства, коммерческой живописи и даже рекламы. С этой точки зрения «Меховой чайный прибор» — довольно мягкое и вполне дамское произведение сюрреализма, направленное скорее на развлечение сытой публики, чем на её оскорбление, как бывало всего десять лет назад, и получило своё вполне заслуженное одобрение. Пройдёт всего четыре года, и Сальвадор Дали подытожит эту тенденцию своим знаменитым «коммерческим» завоеванием Америки.
Шумный успех «предметов» Оппенгейм имел и ещё одну оборотную сторону — но уже для душевного состояния самой художницы. Тщетные попытки повторить успех и удержаться на гребне популярности обернулись для неё тяжёлой депрессией. В 1937 году она покинула Париж и снова переселилась в Базель, где поступила в художественный колледж, пытаясь усовершенствоваться в различных видах искусства. На это время она становится одним из членов базельской художественной «Группы-33» и старается активно участвовать во всех акциях этой группы. В 1939 году Мерет Оппенгейм возвращается в Париж (очень не вовремя!), где вместе с Леонор Фини и Максом Эрнстом участвует в выставке сюрреалистической мебели, представив на ней свой новый объект, полностью соответствующий своему названию: «Стол на птичьих ногах».
В 1945 году Мерет Оппенгейм знакомится с Вольфгангом Ла Рошем, с которым в 1948 переезжает в Берн, год спустя они поженились. В Берне она арендует большую мастерскую и пытается планомерно и упорно работать. Впоследствии она вспоминала об этом периоде своей жизни как о тяжёлом и кропотливом:

«Я работала каждый день… Чаще всего ничего не получалось, хотя чувство скованности в руках почти прошло…»
Повторить свой успех 1936 года Мерет Оппенгейм так и не удалось, хотя ещё один момент славы ей предстояло пережить.
В 1959 году Андре Бретон предложил Оппенгейм воспроизвести для сюрреалистической выставки «E.R.O.S.» (проходившей в парижской галерее Даниэля Кордье) её сделанную пятью годами ранее композицию «Весенний праздник» (1954). Эта инсталляция представляла собой полностью обнажённую женщину, прямо на теле которой был накрыт ужин на шесть персон. Этот живой сюрреалистический «предмет» совершенно вписывался в концепцию выставки и эстетики сюрреализма, соединявшей в себе скандальный эпатаж, сексуальность и абсурд. Несмотря на то, что живая натурщица (модель), богато декорированная угощением, присутствовала на вернисаже только в первую ночь на 16 декабря 1959 года, а в следующие дни её заменили просто манекеном голой женщины, эта композиция имела широкий резонанс и была вписана в историю сюрреализма как одна из ярких страниц.
Выставка «E.R.O.S.» стала последним сюрреалистическим вернисажем в творческой биографии Мерет Оппенгейм. В последующие годы художница продолжала активно работать и выставляться, но уже совершенно отдельно от групп или течений. В частности, она неоднократно выступала как театральный художник-постановщик. В 1967 году состоялась большая ретроспективная выставка её творчества в Стокгольмском Музее современного искусства.
В 1985 году, буквально за полгода до смерти, к ней пришло и запоздалое «академическое признание». Берлинская Академия искусств уже совсем ненадолго приняла Мерет Оппенгейм в свои члены.

## Признание

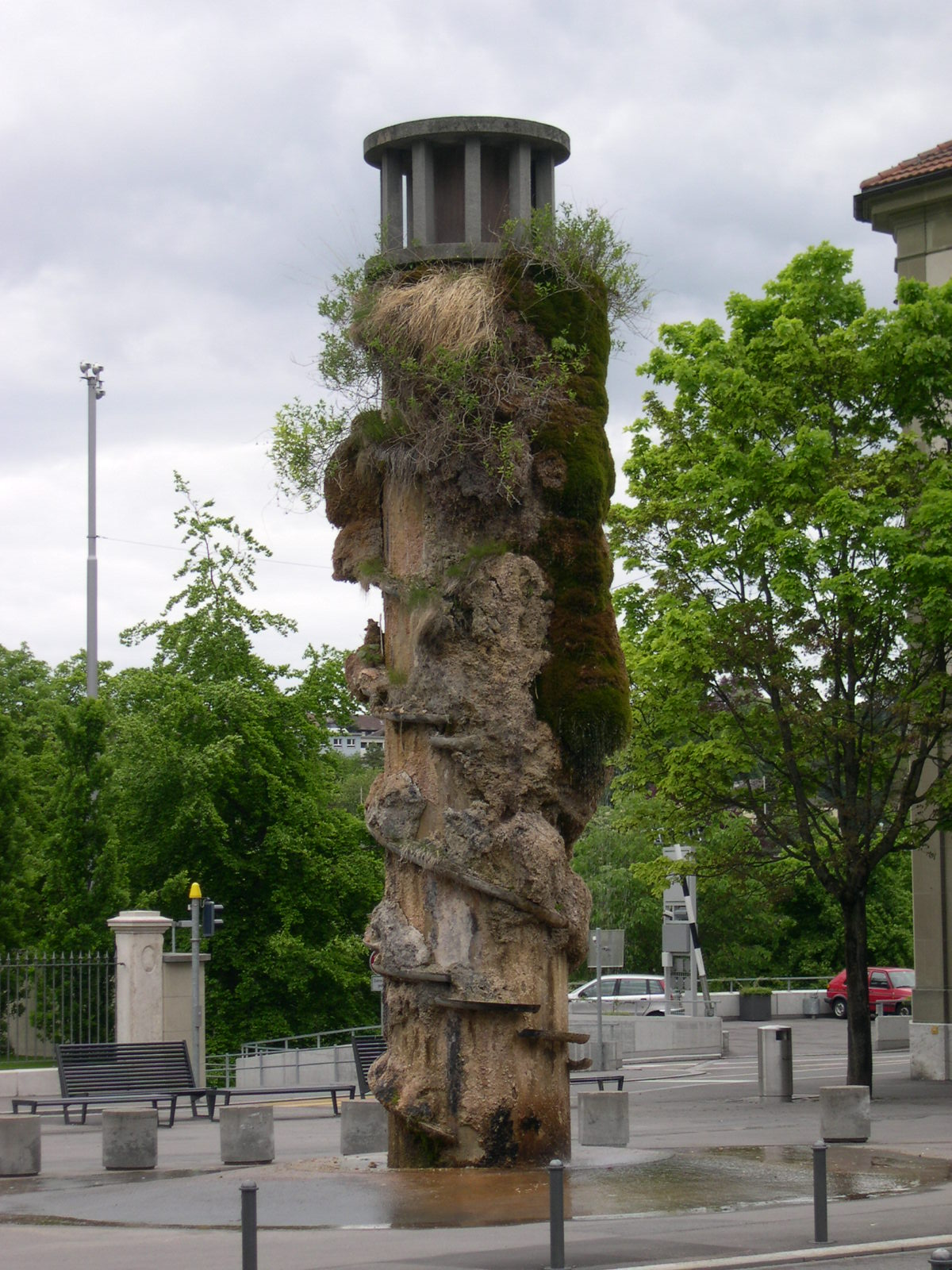
Колодец Мерет Оппенгейм, Берн

В Швейцарии учреждена художественная премия имени Мерет Оппенгейм.